# Estación Kishibojinmae
La estación Kishibojinmae (鬼子母神前停留場 Kishibojinmae-teiryūjō?) de la línea Toden Arakawa, pertenece al único sistema de tranvías de la empresa estatal Toei, y está ubicada en el barrio especial de Toshima, en la prefectura de Tokio, Japón.

## Otros servicios
- Metro de Tokio
  - Línea Fukutoshin: estación Zōshigaya

## Sitios de interés
- Templo Kishimojin
- Ruta 305 de la prefectura de Tokio
- Ruta 8 de la prefectura de Tokio
- Conservatorio de música de Tokio
- Universidad Gakushūin
- Comisaría de Meijo, de la Departamento de Policía Metropolitana de Tokio
- Oficina de correos de Zoshigaya
- Puente Chitose